# Saint-Sauveur-de-Puynormand
Saint-Sauveur-de-Puynormand is een gemeente in het Franse departement Gironde (regio Nouvelle-Aquitaine) en telt 402 inwoners (2005). De plaats maakt deel uit van het arrondissement Libourne.

## Geografie
De oppervlakte van Saint-Sauveur-de-Puynormand bedraagt 5,6 km², de bevolkingsdichtheid is 71,8 inwoners per km².
De onderstaande kaart toont de ligging van Saint-Sauveur-de-Puynormand met de belangrijkste infrastructuur en aangrenzende gemeenten.

## Demografie
Onderstaande figuur toont het verloop van het inwonertal (bron: INSEE-tellingen).